# Distrikt Chipao
Der Distrikt Chipao liegt in der Provinz Lucanas in der Region Ayacucho in Südzentral-Peru. Der Distrikt besitzt eine Fläche von 1156 km². Beim Zensus 2017 wurden 2702 Einwohner gezählt. Im Jahr 1993 lag die Einwohnerzahl bei 3804, im Jahr 2007 bei 3965. Sitz der Distriktverwaltung ist die 3420 m hoch gelegene Ortschaft Chipao mit 1054 Einwohnern (Stand 2017). Chipao liegt 45 km nordöstlich der Provinzhauptstadt Puquio.

## Geographische Lage
Der Distrikt Chipao liegt im Andenhochland im äußersten Nordosten der Provinz Lucanas. Der Río Sondondo (auch Río Lucanas) hat sein Quellgebiet im äußersten Südwesten des Distrikts. Er durchquert den Distrikt anfangs in nordöstlicher, später in nordwestlicher Richtung und entwässert das Areal. Im Norden des Distrikts erhebt sich der 5112 m hohe Vulkan Ccahuarazo (alternative Schreibweisen: Ccarhuaraso, Carhuarazo).
Der Distrikt Chipao grenzt im Südwesten an den Distrikt Puquio, im Westen an den Distrikt Carmen Salcedo, im äußersten Nordwesten an den Distrikt Cabana, im Norden an die Distrikte Huacaña, Morcolla, Soras und San Pedro de Larcay (alle vier in der Provinz Sucre), im Osten an den Distrikt Pampachiri (Provinz Andahuaylas) sowie im Südosten an den Distrikt Coracora (Provinz Parinacochas).

## Ortschaften
Im Distrikt gibt es neben dem Hauptort folgende größere Ortschaften:
- Asabamba
- Ccecca
- Chonta
- Huataccocha
- Huaytayocc
- Llamllo
- Mayobamba (517 Einwohner)
- Pallca
- San Antonio
- San Martín de Pallca
- Santa Cruz
- Santa Rosa
- Tacalla
- Villa San José
- Yanama